# Kapelle Bad Innerlaterns

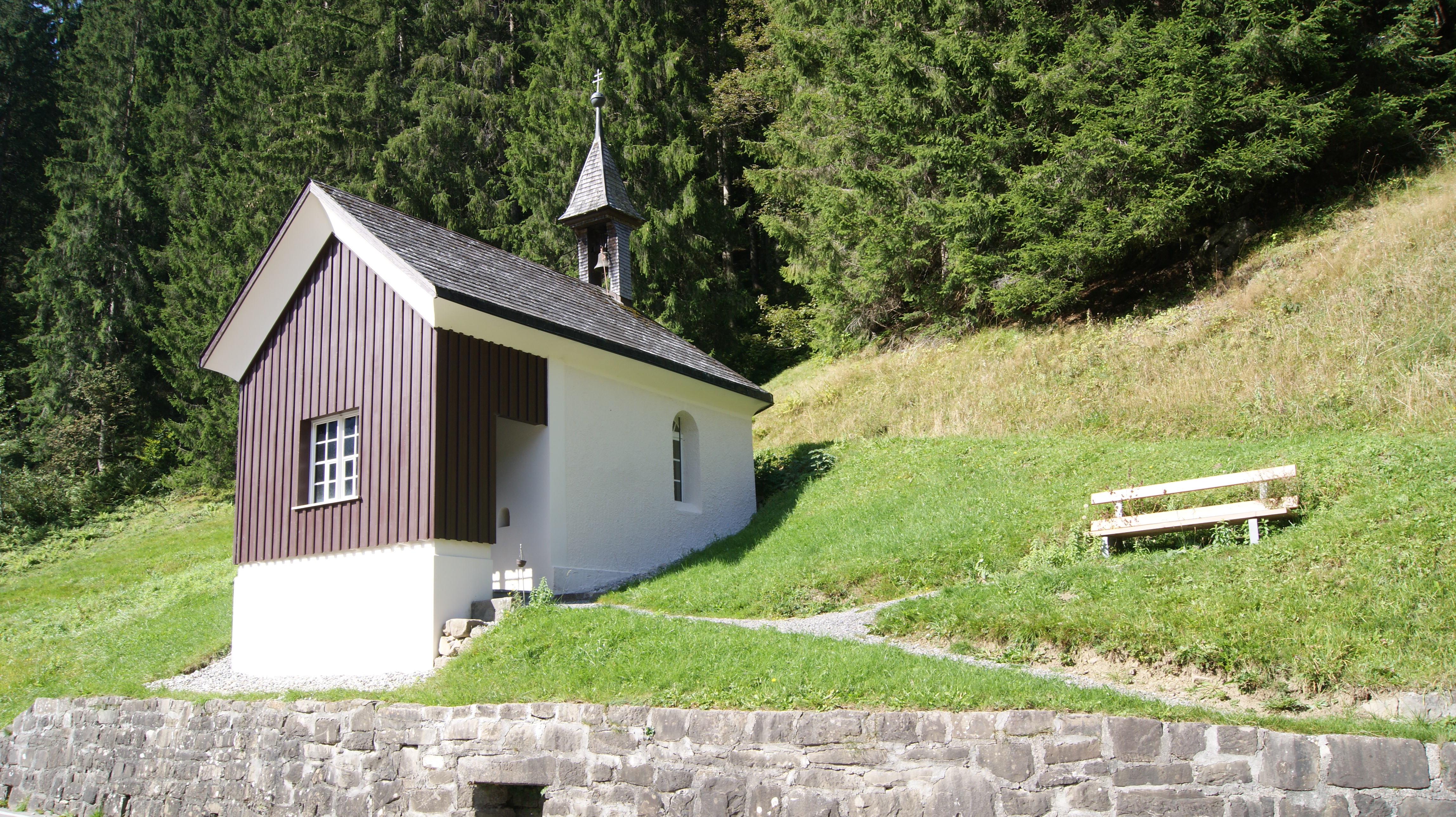
Wegkapelle hll Maria und Antonius bei Bad Innerlaterns.

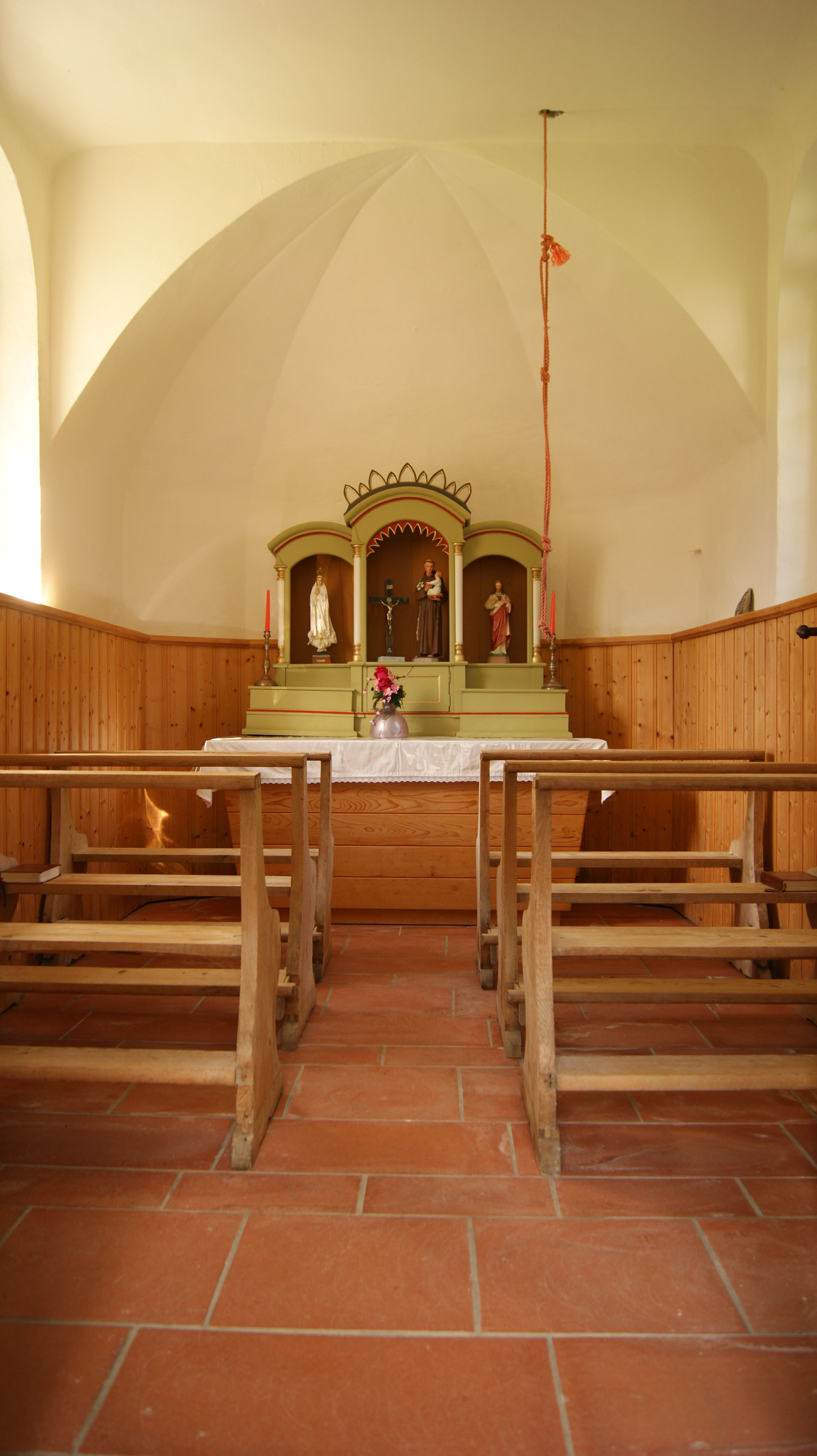
Innenraum

Die römisch-katholische Kapelle Bad Innerlaterns steht bei Bad Innerlaterns in der Gemeinde Laterns im Bezirk Feldkirch in Vorarlberg. Sie ist der hl. Maria Magdalena und dem hl. Antonius von Padua geweiht und gehört zur Expositurkirche Innerlaterns und damit zum Dekanat Rankweil in der Diözese Feldkirch. Das Bauwerk aus dem Jahr 1870 steht unter Denkmalschutz (Listeneintrag). Die Kapelle (1150 m ü. A.) ist von Innerlaterns rund 3,8 km, von Laterns etwa 6,8 km und von Rankweil etwa 18 km Luftlinie entfernt.

## Geschichte
Die Kapelle wurde 1870 für die seelsorgerische Betreuung der Gäste des Heilbades erbaut. 2013 bis 2015 wurde die Kapelle renoviert und am Christi Himmelfahrtstag (14. Mai 2015) eine neuerliche Segnung im Rahmen einer hl. Messe vorgenommen (Pfarrer Pius Fäßler). 

## Kirchenbau
Es handelt sich um einen Bau mit rechteckiger Grundform mit etwa 7 m Länge und 3,5 m Breite und in Südost/Nordwest-Ausrichtung. Das Gebäude ist etwa 5 m hoch. Nordwestlich (Altar) sind die Außenwände abgeschrägt und in den Hang hineingebaut. Etwa in der Höhe des schlichten Holzaltars befindet sich links und rechts je ein Rundbogenfenster.
Die einfache Holztüre findet sich südöstlich (in einem Windfang), der viereckige, etwa 4 m hohe, Glockendachreiter auf dem Satteldach nordwestlich über dem Altar. Das Satteldach ist mit Eternitdachschindeln gedeckt.
Der Betraum hat eine flache Decke und eine angedeutete eingezogene Chorwand.

## Ausstattung
Die Kirchenbänke aus Tannenholz sind schlicht gehalten und bieten Platz für 18 Gläubige. Die Kapelle hat einen kleinen Altar, links mit einer Statue Marias mit der Inschrift: „Fatima“, in der Mitte eine Statue des hl. Antonius von Padua und rechts eine Statue von Jesus.